# Stenopaltis lithina
Stenopaltis lithina är en fjärilsart som beskrevs av Swinhoe 1901. Stenopaltis lithina ingår i släktet Stenopaltis och familjen nattflyn. Inga underarter finns listade i Catalogue of Life.